# مسجد جامع روستای سرو سفلی
مسجدجامع قدیمی روستای سروسفلی مربوط به دوره قاجار است و در شهرستان اردکان، روستای سروسفلی واقع شده و این اثر در تاریخ ۱ مهر ۱۳۸۲ با شمارهٔ ثبت ۱۰۴۲۷ به‌عنوان یکی از آثار ملی ایران به ثبت رسیده است.